# Бизиљијано (Салерно)
Бизиљијано је насеље у Италији у округу Салерно, региону Кампанија.
Према процени из 2011. у насељу је живело 42 становника. Насеље се налази на надморској висини од 224 м.